# مؤسسه ملی اخترفیزیک ایتالیا
مؤسسه ملی اخترفیزیک (ایتالیایی: Istituto Nazionale di Astrofisica) یا (INAF) یک بنیاد پژوهشی ایتالیایی در زمینهٔ اخترشناسی و اخترفیزیک است که در سال ۱۹۹۹ تأسیس شد. INAF وظیفهٔ تأمین بودجه و ادارهٔ بیست مرکز تحقیقاتی دیگر را بر عهده دارد که آنها به نوبهٔ خود دانشمندان، مهندسان و کادر فنی را استخدام می‌کنند. تحقیقات این مراکز پژوهشی بیشتر زمینه‌های نجومی؛ از علوم سیاره‌شناسی گرفته تا کیهان‌شناسی را در بر می‌گیرد.

## دسترسی‌های پژوهشی
INAF هماهنگ‌سازی فعالیت‌های نوزده واحد پژوهشی در ایتالیا و یک مرکز در اسپانیا را بر عهده دارد:

## مشارکت‌های بین‌المللی
INAF در همکاری‌های علمی با چندین نهاد بین‌المللی شرکت دارد، از جمله:
- رصدخانه جنوبی اروپا (ایتالیا از سال ۱۹۸۲ عضو ESO است)
- تلسکوپ بزرگ ال‌بی‌تی، با مشارکت ایالات متحده و آلمان
- کنسرسیوم تداخل‌سنجی خط پایه بسیار طولانی
- آژانس فضایی اروپا (ESA)
- آژانس ملی هوافضا و فضانوردی آمریکا (ناسا)